# Col de la Chioulade
Ne doit pas être confondu avec Col du Chioula.
Le col de la Chioulade (ou col de Sarnac) est un col des Pyrénées françaises à 523 mètres d'altitude et situé sur la route départementale D10, dans la commune de Ventenac, dans le département de l'Ariège en région Occitanie.

## Accès
Le col se trouve sur la RD 10 entre les villages de Carla-de-Roquefort et de Ventenac.

## Géographie
C'est au col de la Chioulade que le Crieu prend sa source. Le cours d'eau s'écoule ensuite vers le nord et la vallée de l'Ariège. Le col sépare la vallée du Crieu de celle du Douctouyre, en pays d'Olmes.